# 柳沢信
柳沢 信（やなぎさわ しん、本名＝まこと、1936年8月23日 - 2008年6月2日）は、日本の写真家。東京都墨田区向島生まれ。神奈川県立湘南高等学校、東京写真短期大学卒業。
1958年写真誌『ロッコール』に「題名のない青春」を発表しデビュー。1961年から結核のため2年間の療養生活を送る。1967年に日本写真批評家協会新人賞を受賞。1993年に北イタリア旅行をした際体調不良で帰国、直後の喉頭癌と食道癌の手術によって、息を止めることができないためタイミングをはかってシャッターを切ることもできなくなった。個展開催も写真集も少ない、寡作な写真家である。
2008年1月に最後の個展を開催、2008年6月2日、喉頭癌のため死去。

## 作品

### 雑誌等の作品
- 1965年 「都市の軌跡」（『カメラ毎日』2月号）
- 1966年 「二つの町の対話」（『カメラ毎日』12月号、日本写真批評家協会新人賞の対象）
- 1976年 『アサヒカメラ』1-12月号、表紙

### 写真集
- 1979年 『都市の軌跡』（朝日ソノラマ）
- 1994年 『写真・イタリア』（Mole）